# Muhamed Mešić
Muhamed Mešić, kurz Muhi (* 1984 in Tuzla), ist ein bosnischer Jurist, Judaist und Japanologe sowie ein Sprachentalent. In seiner Geburtsstadt war er schon mit 16 Jahren Stadtrat. Mit 26 Jahren sprach er bereits 56 Sprachen. Ihm wurde Autismus und eine Art Inselbegabung zugeschrieben. Seine Begabung stößt auch auf akademisches Interesse.
Seine erste Fremdsprache lernte er im Urlaub in Griechenland, um sich mit seiner Gastgeberin verständigen zu können. Später nutzte er Kontakte zu Soldaten der internationalen Truppen, die in der Folge der Kriege in seine Heimat kamen.
Sein Studium der Rechtswissenschaften absolvierte er ab 2002 in Wien, wo er auch beim Sender FM4 mit seinem Sprachentalent beeindruckte. 2010 bekam er den Brainswork Make a Difference Award. Seinen ersten Sprachkurs besuchte er 2011, um die Gebärdensprache zu erlernen.
Mešić ist externer Senior Consultant für nachhaltige Entwicklung, Creative Industries und Ausbildung bei der Brainswork GmbH und war 2005 erster Brainswork-Stipendiat.